# Fast & Furious 5
Fast & Furious 5 (Fast Five) è un film del 2011 diretto da Justin Lin. È il quinto film della serie Fast & Furious e segue in ordine cronologico Fast & Furious - Solo parti originali.

## Trama
Dopo essere stato arrestato, Dominic Toretto riesce ad evadere grazie all'aiuto di Brian, della sorella Mia, Tego Leo e Rico Santos.
Brian e Mia scappano a Rio de Janeiro dove giungono nella favela e vengono ospitati dal migliore amico di Dom, Vince. Quest'ultimo propone a Brian di rubare delle auto di lusso da un treno; durante il furto Brian e Mia si ricongiungono con Dom, ma scoprono che gli uomini con cui stanno lavorando hanno in mente qualcosa contro di loro. Dopo che Vince e Mia hanno rubato le prime due auto, Dom e Brian ingaggiano una sparatoria contro i loro ex soci e aiutanti, in cui questi ultimi uccidono tre agenti della DEA. Dom e Brian si tuffano dal treno per salvarsi e precipitano in acqua, per poi venir catturati dai loro ex aiutanti, rivelatisi gli uomini del più potente criminale e uomo d'affari di Rio de Janeiro, Hernan Reyes.
Dopo essere stati catturati, Dom e Brian incontrano Reyes in persona, il quale tenta invano di farsi dire dove siano nascosti Mia e l'auto rubata; i due riescono però a liberarsi e tornano nella rimessa dove Mia ha nascosto l'auto, una Ford GT40. Nel frattempo l'FBI, pensando che gli agenti della DEA siano stati uccisi da loro, organizza una supersquadra capeggiata dall'agente Luke Hobbs, famoso per non avere mai fallito una cattura. Una volta giunto a Rio de Janeiro, Hobbs assume come interprete la semplice ma integerrima poliziotta Elena Neves. Nel frattempo, Vince si rifà vivo alla rimessa in sospettoso ritardo, causando quindi una lite abbastanza accesa tra Brian e Dom: il primo sostiene infatti che Vince sia coinvolto nella combutta contro di loro mentre il secondo lo difende. Al termine della lite i tre decidono di smontare l'auto per trovare i motivi dell'interesse di Reyes e dopo una breve ricerca, scoprono un chip in cui sono memorizzati i magazzini in cui il malavitoso conserva i proventi delle proprie illecite attività; subito dopo la scoperta Vince, che si dichiarava inizialmente innocente, viene scoperto da Dom mentre cerca di rubare il chip e di conseguenza è cacciato via da quest'ultimo. Poco dopo fanno irruzione nella rimessa sia Hobbs e la sua squadra che gli uomini di Reyes, dando vita a una lunga e serrata fuga tra i tetti in cui Brian, Mia e Dom riescono a scappare solo grazie al contemporaneo conflitto creatosi tra i due gruppi. Durante la fuga Dom salva la vita alla poliziotta Neves dalle raffiche di mitra degli uomini di Reyes, la quale era inizialmente riuscita a porlo in stato di fermo; una volta sfuggiti all'inseguimento e ormai al sicuro, Mia rivela a Brian e al fratello di aspettare un bambino.
Quella sera, dopo aver riflettuto di smettere di scappare e riconquistare la libertà da tempo perduta, i tre decidono di organizzare una rapina ai danni dello stesso Reyes, mettendo su una squadra composta dai loro vecchi soci e alleati: Roman Pearce, Han Lue, Tej Parker, Gisele Yashar, Tego Leo e Rico Santos. Il piano inizia quando la squadra fa irruzione in uno dei magazzini di Reyes e brucia tutti i soldi lì presenti, costringendo il boss a portare tutto il denaro conservato negli altri rifugi in una cassaforte super blindata, tenuta nascosta nel deposito delle prove del dipartimento di polizia militare di Rio de Janeiro. Dopo aver effettuato una ricognizione dei sistemi di sicurezza dell'edificio, Dom e Brian decidono quindi di prendere parte a una serie di gare clandestine in cui vincono numerose automobili ma, avendo constatato che nessuna di queste è abbastanza veloce per sfuggire all'occhio attento delle telecamere all'interno della stazione, rubano insieme ad Han e Roman quattro Dodge Charger della polizia. Nel frattempo al mercato, Vince salva Mia dagli uomini di Reyes e pentito del tradimento, torna da Dom per scusarsi, venendo da quest'ultimo perdonato.
Proprio nel momento in cui il gruppo mette in atto il piano, Hobbs fa irruzione con la sua squadra nel nascondiglio e ingaggia un violento scontro corpo a corpo con Dom, il quale, nonostante sia inizialmente messo in difficoltà, riesce ad avere la meglio sull'agente, ma alla fine viene comunque arrestato assieme a Brian, Mia e Vince. Mentre stanno trasportando i prigionieri sul loro mezzo blindato, il gruppo subisce un agguato da parte degli uomini di Reyes, in cui Vince e tutti i membri della squadra di Hobbs perdono la vita. Il gruppo riesce a salvarsi solo perché Elena, anch'essa sopravvissuta all'agguato, libera i prigionieri, permettendo loro di andare a salvare Hobbs, eliminando gli uomini di Reyes rimasti.
Con la morte di Vince, ad eccezione di Dom, la squadra non è più del tutto convinta della riuscita del colpo, ma Hobbs offre loro una tregua momentanea ed il suo aiuto, con lo scopo primario di vendicare i suoi uomini. La squadra si prepara allora per lo scontro finale: Hobbs ed Elena fanno irruzione con il veicolo militare blindato dell'FBI nel dipartimento corrotto di polizia, seguiti da Dom e Brian che, a bordo di due delle Dodge Charger della polizia precedentemente rubate, sfondano il muro del deposito delle prove, legano la cassaforte ai paraurti delle loro automobili e danno vita ad un disastroso inseguimento per le strade di Rio de Janeiro. A metà dell'inseguimento Han e Roman entrano in scena con le altre due Dodge Charger, facendo uscire di strada le auto più vicine a Dom e Brian e dando a questi pochi secondi di vantaggio che sfruttano per nascondere la cassaforte in un camion della nettezza urbana guidato da Gisele, mentre Leo e Santos procedono alla sostituzione con una cassaforte identica che Tej si era precedentemente procurato per allenarsi a scassinare quella vera. Ripreso l'inseguimento, Dom e Brian continuano a percorrere la strada su un ponte, ma il primo, vedendosi accerchiato dalle auto della polizia e da quelle di Reyes ed i suoi uomini, che nel frattempo hanno preso parte all'inseguimento, decide di sacrificarsi sganciando l'auto guidata da Brian dalla cassaforte e inizia a usare questa come un ariete, per mettere fuori gioco le auto che lo inseguono; Dom riesce quindi a distruggere tutte le auto, compresa quella su cui c'era Reyes, mentre sopraggiungono sul luogo Hobbs, Elena e Brian; Brian salva Dom sparando a Zizi,  l'ultimo sottoposto sopravvissuto, mentre Hobbs uccide Reyes e concede alla banda un giorno di tregua per scappare, precisando però che non possono tenersi i soldi e promettendo a Toretto che presto si rivedranno.
I due quindi si allontanano da Elena e Hobbs, il quale, una volta aperta la cassaforte e scoperto di essere stato ingannato dai due, si lascia scappare una risata. 
Una volta scassinata la vera cassaforte, la squadra festeggia con i soldi rubati e ognuno di loro intraprende le proprie rispettive strade al fine di realizzare i propri sogni.
In una scena durante i titoli di coda, l'agente Monica Fuentes dell'F.B.I. consegna ad Hobbs un fascicolo riguardante un furto d'auto avvenuto a Berlino, mostrando che Letty, la moglie di Dom ritenuta precedentemente morta, in realtà è ancora viva.

## Personaggi
- Vin Diesel interpreta Dominic Toretto, uno street racer professionista ormai fuggitivo e criminale. Una fonte vicina all'attore cita che Diesel si è fatto pagare 15 milioni di dollari per recitare e produrre il film[1].
- Paul Walker interpreta Brian O'Conner, un ex agente di polizia e dell'FBI, scopre che diventerà padre quando Mia gli rivelerà di essere incinta, alla fine i due andranno a vivere in un luogo esotico grazie alla loro parte di milioni e vivranno serenamente.
- Dwayne Johnson interpreta Luke Hobbs, un agente del DSS (Diplomatic Security Service) infallibile, nemico pericolosissimo riesce a catturare Toretto e il resto della squadra, ma viene fermato dagli uomini di Reyes e tutti i suoi compagni, eccetto Elena, vengono uccisi, si allea con Toretto e la squadra per uccidere Reyes e vendicare i suoi uomini, riuscendo nel suo proposito e concedendo in cambio dell'aiuto un giorno di vantaggio a Dom e Brian, i quali andranno in paesi senza estradizione e riusciranno anche a beffarlo portandosi via tutti i soldi di Reyes. Secondo il produttore Vin Diesel, per il ruolo di Hobbs era stato originariamente scelto Tommy Lee Jones. Comunque Diesel, noto frequentatore di Facebook, lesse che i fan desideravano vedere lui e Johnson in un film insieme. Diesel e il direttore Justin Lin riscrissero il ruolo per Johnson[2]. Johnson voleva lavorare con la Universal Studios, citata da lui spesso per averlo guidato nella sua carriera cinematografica[3]. Per rendersi all'altezza del ruolo richiesto, Johnson si sottopose ad un intenso programma di allenamento giornaliero, per poter rendere l'idea di "cacciatore formidabile"[4].
- Jordana Brewster interpreta Mia Toretto, la sorella di Dom e la fidanzata di Brian, resta incinta dello stesso Brian e alla fine del film è in stadio avanzato di gravidanza mentre vive felicemente con il fidanzato in un paese sul mare.
- Tyrese Gibson interpreta Roman Pearce, l'amico d'infanzia di Brian, chiacchierone e simpatico, con i suoi soldi comprerà un'auto di una rarissima categoria di Koenigsegg (una delle uniche 4 al mondo), la CCXR Edition, e troverà una bella ragazza, facendo la bella vita, ogni tanto uscendo insieme a Tej, il quale, lasciando incredulo lo stesso Roman, ha un'auto uguale alla sua. Il ruolo di Gibson, già richiesto nel precedente film, fu confermato il 30 giugno 2010[5].
- Chris "Ludacris" Bridges interpreta Tej Parker, un amico di Brian e Roman proveniente da Miami, con i suoi soldi apre un'officina in cui lui stesso lavora, dove le persone possano lasciare l'auto in mano sicure, dicendo che non gli serve una vita lussuosa, anche se si concederà lo sfizio di comprarsi una Koenigsegg uguale a quella di Roman (una delle uniche 4 al mondo) e uscirà con due belle ragazze, andando spesso in giro col suo amico Roman. Ludacris ha confermato il suo ruolo il 12 luglio 2010 quando fu chiamato a recarsi a Porto Rico per iniziare le riprese[6]. Successivamente Ludacris confermò il tutto anche sul suo profilo di Twitter[7].
- Matt Schulze interpreta Vince, l'amico d'infanzia di Dom. L'ultima volta che Vince apparve nella serie fu nel primo film. In questo film si scopre che ha messo su famiglia in una zona povera del Brasile e che ha un figlio, Nico, chiamato così in onore del suo migliore amico Dominic. Morirà mentre insieme a Dom e al resto della squadra affronta in uno scontro a fuoco gli uomini di Reyes. Prima di morire prega Dom di prendersi cura di suo figlio. Dominic esaudirà il suo desiderio donando parte dei milioni rubati a Reyes alla moglie di Vince, in modo che possano andare in un posto migliore e avere una vita senza preoccupazioni, promettendo di andarli presto a trovare. Schulze confermò la sua presenza nel cast il 16 luglio 2010[8].
- Sung Kang interpreta Han Seoul-Oh, pseudonimo di Han Lue, è uno street racer e amico d'affari di Dom nella Repubblica Dominicana, durante le vicende del film, prova interesse per Gisele e alla fine i due si metteranno insieme e viaggeranno per il mondo. La presenza del personaggio di Han fa comprendere che Fast & Furious 5 si colloca, temporalmente, prima di The Fast and the Furious: Tokyo Drift e successivamente al quarto film (all'inizio del film, dopo il colpo andato male al camion del carburante, Han dice di voler staccare la spina con quella vita da ladro e andare a Tokyo perché ha saputo che lì fanno delle "cose strabilianti", alla fine di questo capitolo afferma che andrà a Tokyo, se vorrà, quindi non ci è ancora stato).
- Gal Gadot interpreta Gisele Yashar, una ex agente del Mossad. Mentre i suoi interessi puntavano su Dom (nel quarto film), ora sia lei che Han mostrano reciproca simpatia, tanto che alla fine del film arriveranno a mettersi insieme e a girare il mondo come coppia.
- Tego Calderón interpreta Tego Leo, un membro del gruppo di Dom.
- Don Omar interpreta Rico Santos, un membro del gruppo di Dom.
- Joaquim de Almeida interpreta Hernan Reyes, un boss narcotrafficante di Rio. Tutti i suoi uomini vengono messi al tappeto e gran parte uccisi da Dom e Brian durante la fuga con la cassaforte attaccata alle auto, e il resto ucciso da Dom grazie all'utilizzo della cassaforte come arma, a ucciderlo è Hobbs che così vendicherà i suoi uomini uccisi da Reyes stesso. Almeida confermò il suo ruolo del film il 16 luglio 2010.
- Elsa Pataky interpreta Elena Neves, una agente di polizia di Rio la quale viene integrata come interprete del team di Hobbs perché essendo una donna unitasi alla polizia per onorare il marito ucciso mesi prima, Hobbs la considera l'unica a Rio che non possa essere comprata. È l'unica a vedere sospetto il comportamento di Dom e Brian ed è certa della loro innocenza, alla fine insieme ad Hobbs si schiera con loro e li aiuta a rapinare e uccidere Reyes. Il suo personaggio, successivamente, inizierà una relazione con Dom.
- Michael Irby interpreta Zizi, il fidato scagnozzo di Reyes, cerca di uccidere un Dom disarmato, ma prima di riuscirci viene eliminato a colpi di pistola da Brian.

## Veicoli utilizzati
La seguente è una lista dei veicoli utilizzati dai personaggi e visibili nel film:
- Blindato Gurkha LAPV su chassis Ford F550 (Mezzo corazzato di Luke Hobbs)
- BMW Serie 5 E39 1995 (guidata da un uomo di Reyes durante la rapina al primo deposito)
- Chevrolet Corvette Stingray Grand Sport del 1965 (Terza ed ultima auto scesa dal treno, al volante Dom, finirà in un fiume qualche secondo dopo.)
- Opel Meriva (taxi che porta Roman alla "base operativa")
- De Tomaso Pantera GTS (Prima auto scesa dal treno, al volante Vince)
- Dodge Challenger SRT8 2010 Widebody (Auto di Dom nella scena finale)
- Dodge Charger 1970 (scena dell'evasione, guidata da Brian e poi da Dom all'arrivo a Rio, verrà distrutta dal blindato dell'agente Luke Hobbs)
- Dodge Charger SRT8 (presenti a decine, la maggior parte sono della Polizia, due sono quelle che trainano la cassaforte e molte sono state distrutte)
- Dodge Ram (degli uomini di Reyes. Una danneggiata durante l'imboscata a Hobbs, l'altra distrutta dalla cassaforte lanciata da Dom)
- Ducati Streetfighter (Guidata da Gisele Yashar quando arriva alla "base operativa")
- Ford Econoline 1983 (guidato da Tego e Rico durante le operazioni di tallonamento degli uomini e dei soldi di Reyes e da Gisele Yashar durante il furto delle Dodge Charger SRT8 dalla centrale di polizia)
- Ford Galaxie 1963 (guidata da Tej Parker quando arriva alla "base operativa")
- Ford Maverick 1973 (guidata da Han durante le operazioni di tallonamento degli uomini e dei soldi di Reyes)
- Ford GT40 1964 (Seconda auto scesa dal treno, al volante Mia. Con un chip installato nell'impianto stereo, viene smontata da Dom e Brian e rimontata dalla squadra di Luke Hobbs)
- GMC Yukon 2500 (Sono i due fuoristrada che accompagnano il blindato di Luke Hobbs, entrambi distrutti)
- Honda NSX (scena dell'evasione, guidata da Mia Toretto)
- Koenigsegg CCXR Edition (Sono due, di Roman Pearce e Tej Parker nelle scene finali del film)
- Lexus LFA (Guidata da Han nelle scene finali)
- Nissan 370Z (Una delle auto usate per i test contro le telecamere di sorveglianza)
- Nissan GT-R (L'auto di Brian nella scena finale)
- Nissan Skyline 2000 GT-R 1972 (Guidata da Brian con al fianco Mia all'arrivo nelle favelas di Rio e durante il tallonamento degli uomini di Reyes)
- Pontiac Trans-Am YearOne 1978 (scena dell'evasione, guidata da Tego e Rico)
- Porsche 911 (996) GT3 RS 2007 (Una delle auto usate per i test contro le telecamere di sorveglianza)
- Subaru Impreza STi (Una delle auto usate per i test contro le telecamere di sorveglianza)
- Toyota Supra (Una delle auto usate per i test contro le telecamere di sorveglianza)
- Train Heist Truck (usata dagli uomini di Reyes per rubare le auto dal treno, verrà distrutta da Brian con la quale si schianterà contro il treno)
- Volkswagen Touareg (Sono due, di Hernan Reyes)
- Volkswagen Transporter T2 (usata da Tego e Rico quando arrivano alla "base operativa")

## Produzione
Nel marzo 2010 il produttore Neal H. Moritz rivelò che il film sarebbe stato girato in estate tra Brasile, Porto Rico, Los Angeles e Atlanta e annunciò che era in fase di sviluppo il sesto episodio della serie, ma i due film non sarebbero stati girati di seguito.

## Colonna sonora

### Tracce
1. Don Omar, Busta Rhymes - How We Roll (Fast Five Remix) featuring Reek Da Villian & J-Doe
2. Marcelo D2 Claudia - Desabafo/Deixa Eu Dizer
3. Wiz Khalifa - "We own it" featuring 2chainz
4. Brian Tyler - Assembling The Team
5. MV Bill - L. Gelada featuring 3 Da Madrugada
6. Carlinhos Brown - Carlito Marron
7. Hybrid - Han Drifting
8. Edu K & Hybrid - Million Dollar Race featuring Popozuda Rock N’ Roll
9. Brian Tyler - Mad Skills
10. Batalha - Obando
11. Don Omar - Danza kuduro featuring Lucenzo
12. Tejo - Follow Me Follow Me (Fast 5 Hybrid Remix) featuring Black Alien and Speed
13. Brian Tyler - Fast Five Suite
14. Ludacris Furiously Dangerous - featuring Slaughterhouse and Claret Jai

## Distribuzione
Il trailer è stato presentato il 14 dicembre 2010. L'uscita nelle sale cinematografiche statunitensi era prevista per il 29 aprile 2011, in Italia il film è stato distribuito a partire dal 4 maggio.

## Accoglienza

### Incassi
Fast & Furious 5, sin dal suo arrivo al grande schermo, ha incassato cifre di gran lunga superiori ai precedenti capitoli, di gran lunga maggiori degli incassi avuti da Fast & Furious - Solo parti originali nel 2009. Uscito nel mese di aprile, Fast & Furious 5  è stato il film più visto della stagione primaverile, incassando in un mese 168 milioni di dollari. Rapidamente il film ha superato Fast & Furious - Solo parti originali, divenendo il film con maggior incasso della serie.
A fronte di un budget di 125 milioni di dollari, il film ha incassato 630 milioni di dollari.

### Critica
Il film ha anche entusiasmato la critica, ricevendo larghi consensi e diverse critiche positive. Diversi giudizi si sono mostrati a favore del cambio di genere, un genere "più d'azione". Per molti il film è addirittura il "migliore" dell'intera serie.
Altre critiche positive vengono raccolte per l'interpretazione di Dwayne Johnson, definito "la cosa migliore del film" che, assieme a Vin Diesel, vengono definiti "i momenti migliori del film".
Il sito di critica cinematografica Rotten Tomatoes premia il film con il 78% di approvazioni su 207 giudizi espressi, rendendo Fast & Furious 5 il film con maggiore approvazione della serie.
Nonostante le massicce critiche positive, molti critici non hanno gradito la lunghezza del film, assieme ai ruoli "statici delle donne, quasi dei cameo".

## Riconoscimenti
- 2011 - BMI Film Music Award[18][19]
  - Miglior colonna sonora a Brian Tyler
- 2011 - Teen Choice Awards[20]
  - Candidatura al Teen Choice Award for Choice Movie – Action
  - Candidatura al Choice Movie Actor - Action a Vin Diesel
  - Candidatura al Choice Movie Actor - Action a Dwayne Johnson
  - Candidatura al Choice Movie Actor - Action a Paul Walker
  - Candidatura al Choice Movie Actress - Action a Jordana Brewster

## Citazioni e rimandi interni alla serie
- Nella scena in cui la squadra ruba le auto sul treno, sul braccio destro di Vince si notano (specialmente quando mette in moto una delle macchine) delle evidenti cicatrici. Probabilmente sono i segni lasciati dall'incidente nel primo film durante l'assalto al camion.
- Nella scena in cui Dom e Brian arrivano al raduno dei piloti per vincere una macchina veloce per il colpo, Toretto guarda Brian ed esclama "L'ambiente giusto per un uomo". Nella versione in lingua originale, invece, Vin Diesel esclama "Home sweet home", tradotto in italiano "Casa dolce casa".
- Nella scena in cui Han e Gisele sono sulla Lexus e si baciano, l'attore asiatico afferma che ci sarà tempo per andare a Tokyo. Chiaro riferimento al fatto che l'attore è presente in The Fast and the Furious: Tokyo Drift.
- Nel finale del film, quando Brian sfida Dom ad ulteriore corsa testa a testa, Vin Diesel riprende la famosa frase "Vediamo che sai fare" detta in occasione della gara tra i due nel primo film della serie.
- Roman cita Il padrino quando, riferendosi al modo con cui è riuscito a ottenere la Koenigsegg, dice: "Gli ho fatto un'offerta che non poteva rifiutare", riferendosi al precedente possessore dell'auto.
- Brian, quando presenta Roman a Dom, afferma "È con lui che ho fatto quel lavoretto a Miami", chiaro riferimento agli eventi di 2 Fast 2 Furious.
- Durante la gara amichevole tra le 4 Dodge Charger della polizia, Roman urla "Voglio quei soldi! Ho fame!", altro riferimento a 2 Fast 2 Furious, in cui lui stesso recita la medesima battuta davanti al boss della droga di Miami.
- Alla fine del film durante i titoli di coda, uno dei luoghi in cui si svolge la gara tra Dom e Brian è lo stesso in cui Nicolas Cage guida Eleanor nel film Fuori in 60 secondi.

## Sequel
Dopo i titoli di coda è possibile vedere un breve extra, con protagonisti i poliziotti Monica Fuentes (interpretata dall'attrice Eva Mendes che aveva collaborato alla cattura di Carter Verone in 2 Fast 2 Furious), e Luke Hobbs (l'attore Dwayne "The Rock" Johnson), che anticipa il loro ritorno nel sesto film già programmato dalla Universal Studios e che per la 4ª volta vedrà alla regia Justin Lin. In questo extra la Fuentes avvisa Hobbs che sono avvenuti dei furti d'auto e che tra i colpevoli vi sarebbe Letty (Michelle Rodriguez), la moglie, creduta morta, di Dom.
Nel febbraio 2010, Vin Diesel confermò che la produzione di Fast & Furious 5 sarebbe iniziata con l'intenzione di girare anche un sesto capitolo. Precedentemente, in gennaio, il produttore Neal H. Moritz aveva infatti discusso a proposito di un possibile seguito, affermando:
(Neal H. Moritz)
Nell'aprile 2011 venne confermato che lo sceneggiatore Chris Morgan stava già iniziando a lavorare allo script per un potenziale sesto film ordinato dalla Universal Pictures. Venne inoltre confermato che la Universal avrebbe intenzione di spostare lo stile della serie dalle corse di strada agli inseguimenti in strada sullo stile di Un colpo all'italiana del 1969 e Il braccio violento della legge del 1971, con Fast & Furious 5 come primo film di transizione.
(Adam Fogelson, presidente della Universal Pictures)
Fogelson continuò affermando che l'aspetto delle corse clandestine aveva posto una sorta di "tetto" al numero di persone che avrebbero voluto vedere questi film e che, trasformandoli in una serie di film dove l'abilità di guida è soltanto una parte del film, sperava di aumentarne l'audience. A proposito dell'agente Luke Hobbs, il personaggio di Dwayne Johnson, Fogelson aggiunse che «[Johnson] vorrebbe apparire ed essere integrato completamente nell'azione di Fast & Furious 6».
Il 24 giugno 2011 la Universal Pictures stessa annunciò che il sequel sarebbe stato realizzato il 24 maggio 2013, confermando lo stesso team: Justin Lin come regista e Neal H. Moritz e Vin Diesel come produttori.
In un'intervista a Box Office, Lin ha rivelato che, dopo aver discusso con Vin Diesel, è in possesso in un abbozzo di storia e 12 minuti di riprese per il sequel (filmati prima della conclusione di Fast & Furious 5. Al momento delle suddette riprese, Lin non era sicuro che dopo il quinto capitolo ci sarebbe stato il sequel... né tantomento era sicuro che sarebbe stato lui stesso a dirigerlo.
Verso fine dicembre 2011 lo stesso Diesel ha rivelato, in una intervista, che il sesto capitolo sarà seguito da un settimo (a formare un'unica storia) e che si vorrebbe girare entrambi i film contemporaneamente. Poco dopo lo stesso Diesel dovette rivedere la dichiarazione, affermando:
(Vin Diesel)
Il 15 febbraio 2012 Johnson ha confermato che Fast Six si sarebbe iniziato a girare il maggio 2012 in Regno Unito e Germania. Oltre a ciò Johnson ha dichiarato che i due capitoli non sarebbero stati filmati insieme, in quanto le location sono diverse, e che la produzione del settimo capitolo sarebbe potuta iniziare solo dopo aver completato il sesto.
Il 14 gennaio 2013 Vin Diesel ha pubblicato sulla sua pagina Facebook una foto del film, confermando inoltre ai suoi fan che il primo trailer verrà trasmesso in occasione del Super Bowl, a febbraio 2013.